# Lynn Frazier
Lynn Joseph Frazier (21 décembre 1874 — 11 janvier 1947) est un homme politique du Dakota du Nord, Sénateur des États-Unis de 1923 à 1941. il est aussi le douzième gouverneur du Dakota du Nord, élu  en 1917, avant d'être révoqué en 1921. Il est ainsi le premier gouverneur de l'histoire du pays à avoir été révoqué par une recall election.

## Biographie
Lynn Frazier est né à Medford, dans le Minnesota, le 21 décembre 1874. Sa famille déménage dans le Dakota du Nord quand il a six ans. Avant sa carrière dans la politique, Frazier est agriculteur et instituteur. Il fait sa scolarité au lycée de Grafton, dont il sort en 1892, et à l'école normale de Mayville, dont il est diplômé en 1895. Il obtient son bachelor's degree à l'université du Dakota du Nord, dont il est diplômé avec les honneurs en 1902. Il a été deux fois marié : à Lottie J. Stafford, avec qui il a cinq enfants, du 26 novembre 1903 jusqu'à sa mort le 14 janvier 1935, puis à Catherine Paulson, une veuve qu'il épouse en 1937.

### Carrière politique
Après avoir été candidat de la primaire républicaine comme candidat de la Ligue non partisane, Frazier est élu gouverneur en 1916, avec 79 % des voix. Il jouit d'une importante popularité, et met en œuvre plusieurs réformes, telles que la création de la Banque du Dakota du Nord et la North Dakota Mill and Elevator, laquelle sera mise en service en 1922. Il est réélu à deux reprises, en 1918 et 1920, mais une dépression économique touche le secteur agricole au cours de son troisième mandat, ce qui déclenche une campagne locale appelant à sa révocation (dans ce qu'on appelle une recall election). Ce mouvement d'opposition se concrétise, et, en 1921, Lynn Frazier devient le premier gouverneur de l'histoire des États-Unis à être révoqué avec succès de son poste. Ragnvald A. Nestos, membre de l'Independent Voters Association, est élu à sa place.
Après sa révocation, Frazier est élu en 1922 au Sénat des États-Unis, encore une fois en tant que candidat de la Ligne non partisane, sur le ticket républicain. Il a tenu ce poste jusqu'en 1940, perdant la primaire républicaine, face à William Langer.
Au cours de la grève nationale des ouvriers du charbon, Lynn Frazier, alors gouverneur, a eu une approche particulière pour juguler le mouvement de grève. Il a décrété la loi martiale, a repris les mines avec des contrats passés avec l'United Mine Workers of America, et les a mises en exploitation avec l'union.
Il a fait l'objet, en 1984, d'un documentaire de la télévision publique du Nebraska, intitulé Plowing up a Storm.

## Décès
Frazier est décédé à Riverdale, dans le Maryland, le 11 janvier 1947, à l'âge de 72 ans. Il est enterré dans le cimetière de Hoople, dans le Dakota du Nord.